# Pfarrkirche Biedermannsdorf

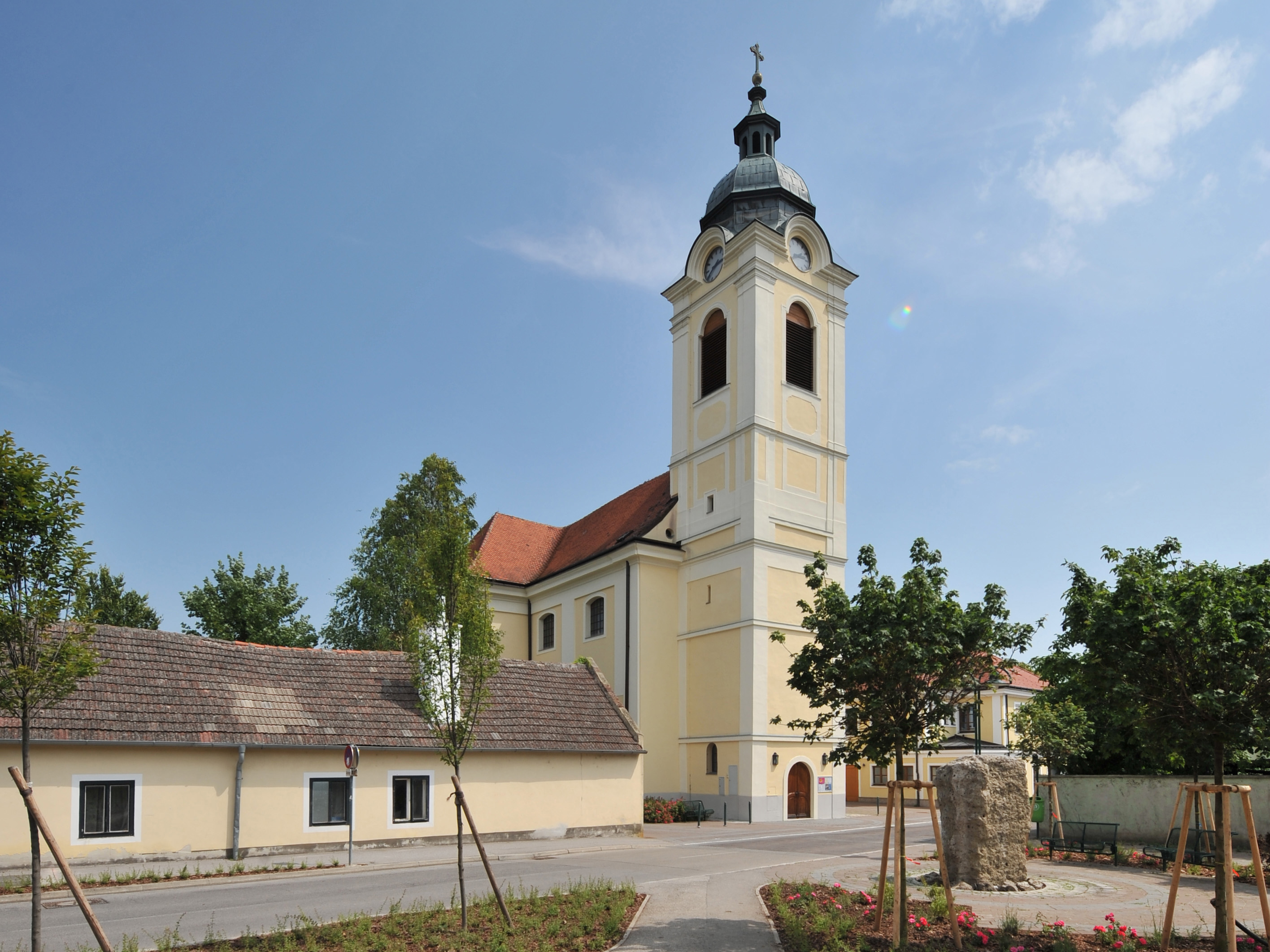
Pfarrkirche Biedermannsdorf

Die römisch-katholische Pfarrkirche Biedermannsdorf steht in der Gemeinde Biedermannsdorf im Bezirk Mödling in Niederösterreich. Sie ist dem heiligen Johannes der Täufer geweiht und gehört zum Dekanat Mödling im Vikariat Unter dem Wienerwald der Erzdiözese Wien. Das Bauwerk steht unter Denkmalschutz.

## Geschichte

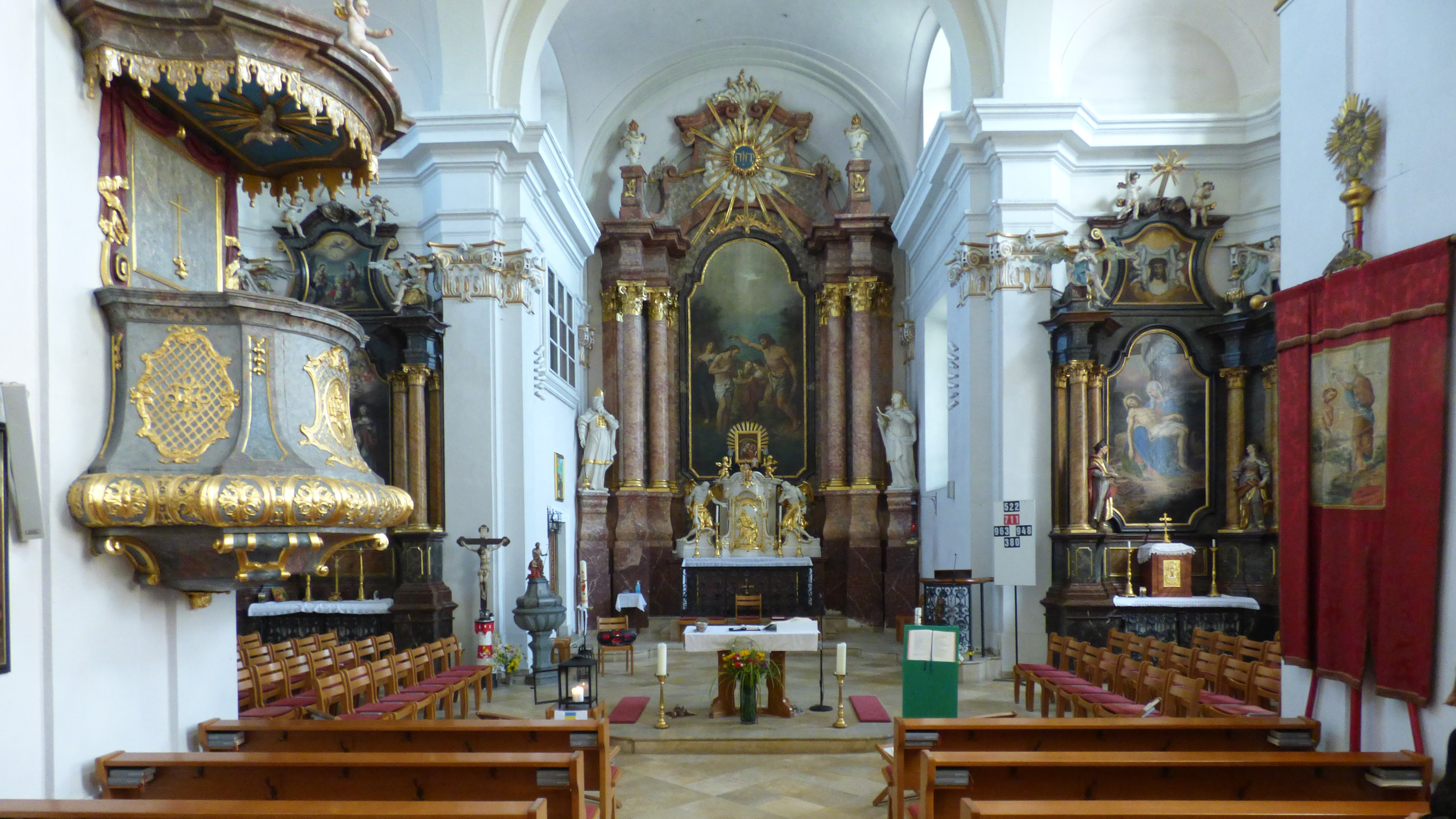
Inneres der Pfarrkirche

Die erste Kirche an dieser Stelle wurde 1308 in einer Urkunde genannt. 1529 wurde die Kirche bei der Ersten Wiener Türkenbelagerung so schwer beschädigt, dass die Messen in Laxenburg besucht werden mussten. Bei einer Visitation der Pfarre 1544 wird die Kirche als notdürftig wieder hergestellt beschrieben. Die meisten Gläubigen waren auch evangelisch. 1613 soll der Dorfschmied Leonhard Volkermayer, ein fanatischer Lutheraner, die Kirche in Brand gesteckt haben. Nach dem Dreißigjährigem Krieg und mit Wirken der Gegenreformation war 1675 die Kirche erst wieder vollständig instand gesetzt, 1677 wurden zwei neue Glocken angekauft. Nach der Zweiten Wiener Türkenbelagerung war die ganze Gegend verwüstet und menschenleer, der Wiederaufbau dauert wieder Jahre. 1695 wurde eine Glocke im Turm aufgezogen, heute die älteste der Pfarrkirche.
1727 wurde auf Betreiben Graf Perlas der Neubau der Kirche beschlossen, der Grundstein wurde am 14. September 1727, am Fest der Erhöhung des Heiligen Kreuzes, gelegt. Baumeister und Architekt war Franz Jäckl (Jänggl) (um 1650–1734). Schon am 26. Mai 1728 wird der Neubau vom Wiener Erzbischof Sigismund Graf Kollonitz von Kollógrad mit dem gleichen Patrozinium wie der Vorgängerkirche dem Hl. Johannes dem Täufer geweiht. Der Innenausbau und der Turm wurden erst danach in Angriff genommen. 1754 kommt eine neue Glocke dazu, von 1758 bis 1760 wird der Hochaltar vom Maler und Vergolder Josef Tallmann neu geschaffen.
1884 wird Kirche und Pfarrhof renoviert, 1892 die Orgel von Johann M. Kauffmann erneuert. Nach einem Erdbeben 1964 neigt sich der Kirchturm um 84 cm, Kirche und Turm müssen aufwendig gesichert und saniert werden. 1980 wird die Außenfassade renoviert, 1985–85 wird der Pfarrhof umgebaut. 1986 bis 1988 wird das Innere erneuert und neu gestaltet.